# Персийска катерица
Персийската катерица (Sciurus anomalus) е вид гризач от семейство Катерицови (Sciuridae). Видът не е застрашен от изчезване.

## Разпространение и местообитание
Разпространен е в Азербайджан, Армения, Грузия, Гърция, Израел, Йордания, Ирак, Иран, Ливан, Сирия и Турция.
Обитава гористи местности, планини, възвишения, долини, крайбрежия и плажове в райони с умерен климат, при средна месечна температура около 11,5 градуса.

## Описание
Популацията на вида е намаляваща.